# ガボール・ザボ
ガボール・ザボ（Gábor Szabó、1936年3月8日 - 1982年2月26日）は、ハンガリーのジャズミュージシャン、ギタリスト。おもにアメリカ合衆国において音楽活動を行なった。

## 来歴
ハンガリー王国（ホルティ政権）時代のブダペスト生まれ。第二次世界大戦を経てハンガリー人民共和国の体制になった後、14歳でギターを始める。20歳の時にハンガリー動乱が起こり、アメリカ合衆国に渡る。1958年から1960年にかけてバークリー音楽院で学び、その後チコ・ハミルトン楽団で活動。
チコのバンドを脱退してからは、「インパルス!レコード」との契約を得て、バンド・リーダーとしても活動。1965年11月に録音されたリーダー・アルバム『Gypsy '66』では、当時バークリー音楽院に留学していた渡辺貞夫がフルートを担当。1966年5月には、代表作の一つ『Spellbinder』を録音。同作収録曲「Gypsy Queen」は、後にサンタナのアルバム『天の守護神』で、フリートウッド・マックの楽曲「Black Magic Woman」とのメドレーという形でカヴァーされた。その後、インド音楽からの影響も取り入れ、『Wind, Sky And Diamonds』はシタール奏者も含む編成でレコーディングされた。
1968年、ゲイリー・マクファーランドらと共にレーベル「スカイ」を立ち上げ、ガボールも同レーベルから作品を発表するが、1970年に僅か2年で活動を終了し、ゲイリーも1971年に38歳の若さで死去した。
ブルース・レーベルの「ブルー・サム・レコード」から発表されたアルバム『High Contrast』では、ソウル・ミュージシャンのボビー・ウーマックと共演。同作でボビーがガボールのために書き下ろした「Breezin'」は、後に1976年のジョージ・ベンソンによるカヴァー・ヴァージョンが大ヒットした。1973年以降は、CTIレコードや、同社の傘下のレーベル「サルヴェイション」等で録音を行う。また、やはりCTIと契約していたポール・デスモンドのアルバム『Skylark』にゲスト参加。
1970年代後半になると、しばしば祖国ハンガリーを訪れるようになる。
1979年、チック・コリア等と共に行ったレコーディングが、アメリカでの最後の録音となり、その時の音源は後にアルバム『Femme Fatale』として発表される。
1981年、再びハンガリーに帰国。
1982年2月26日、肝臓と腎臓の障害により、ブダペストの病院で死去。

## ディスコグラフィ
- ジプシー'66 Gypsy '66 （1966年）
- スペルバインダー Spellbinder （1966年）
- シンパティコ Simpático （1966年） - ゲイリー・マクファーランドとの連名。
- Jazz Raga （1966年）
- ザ・ソーサラー The Sorcerer （1967年）
- モア・ソーサリー More Sorcery （1967年）
- Light My Fire （1967年）
- ウインド、スカイ・アンド・ダイアモンズ Wind, Sky And Diamonds （1967年）
- Bacchanal （1968年）
- ドリームズ Dreams （1968年）
- Gabor Szabo （1968年）
- 1969 Gabor Szabo 1969 （1969年）
- リナ&ガボール Lena & Gabor （1969年） - レナ・ホーンとの連名。
- High Contrast （1970年）
- Magical Connection （1970年）
- Small World （1972年）
- Gabor Szabo Live （1972年）
- ミズラブ Mizrab （1973年）
- ランブラー Rambler （1973年）
- Macho （1975年）
- Nightflight （1976年）
- Faces （1977年）
- Belsta River （1978年）
- Femme Fatale （1981年）